# Monte Cremasco
Monte Cremasco (Mucc in dialetto cremasco) è un comune italiano di 2 243 abitanti della provincia di Cremona, in Lombardia. Con una superficie di 2,35 km² costituisce il territorio comunale più piccolo dell'intera provincia, ed il terzo più densamente popolato.

## Storia

### Simboli
Lo stemma, privo di formale decreto di concessione, è uno scudo d'argento, alla spiga di grano d'oro, nodrita sulla collina al naturale, fondata in punta, alla stella d'azzurro, di sei raggi, posta nel cantone destro del capo. Il gonfalone è un drappo di rosso.

## Monumenti e luoghi d'interesse

### Architetture religiose
- Chiesa dei santi Nazario e Celso, menzionata per la prima volta nel 1582, ma già con l'appellativo di parrocchiale; l'aspetto attuale risale ad un parziale rifacimento effettuato nel 1834.
- Santuario della Madonna delle Assi, luogo di culto probabilmente di origini molto antiche, l'aspetto attuale deriva da un ampliamento compiuto nel XVI secolo.

## Società

### Evoluzione demografica
Abitanti censiti

### Etnie e minoranze straniere
Al 31 dicembre 2020 i cittadini stranieri sono 126. Le comunità nazionali numericamente significative sono:
1. Marocco, 72
2. Romania, 54

## Infrastrutture e trasporti
Il territorio è attraversato dalle seguenti strade provinciali
- Il territorio è attraversato dalla metà del XX secolo dalla strada provinciale ex statale Paullese, raddoppiata e riqualificata come superstrada tra il 2010 ed il 2012
- SP CR 36 Monte Cremasco - Palazzo Pignano (è la variante costruita a seguito dei lavori di raddoppio della «Paullese»[8]; il tracciato storico è stato declassato a strada comunale[8]; il tratto tra Monte e Vaiano era stato declassato precedentemente nel 1999[9])

In passato il paese era interessato anche dalla ex SP CR 73 Monte-Cremasco-Crespiatica: è stata declassata a strada comunale.

## Amministrazione
Elenco dei sindaci dal 1985 ad oggi.
| Periodo | Periodo   | Primo cittadino             | Partito              | Carica  | Note |
| ------- | --------- | --------------------------- | -------------------- | ------- | ---- |
| 1985    | 1990      | Giuseppe Fontanella         | Democrazia Cristiana | sindaco |      |
| 1990    | 1995      | Giuseppe Fontanella         | Democrazia Cristiana | sindaco |      |
| 1995    | 1999      | Giuseppe Fontanella         | centro               | sindaco |      |
| 1999    | 2004      | Giuseppe Fontanella         | centro               | sindaco |      |
| 2004    | 2009      | Achille Luigi Zanini        | lista civica         | sindaco |      |
| 2009    | 2014      | Achille Luigi Zanini        | lista civica         | sindaco |      |
| 2014    | 2019      | Giuseppe Lupo Stannghellini | lista civica         | sindaco |      |
| 2019    | 2024      | Giuseppe Lupo Stannghellini | lista civica         | sindaco |      |
| 2024    | in carica | Giuseppe Lupo Stannghellini | lista civica         | sindaco |      |